# Maria Lassnig

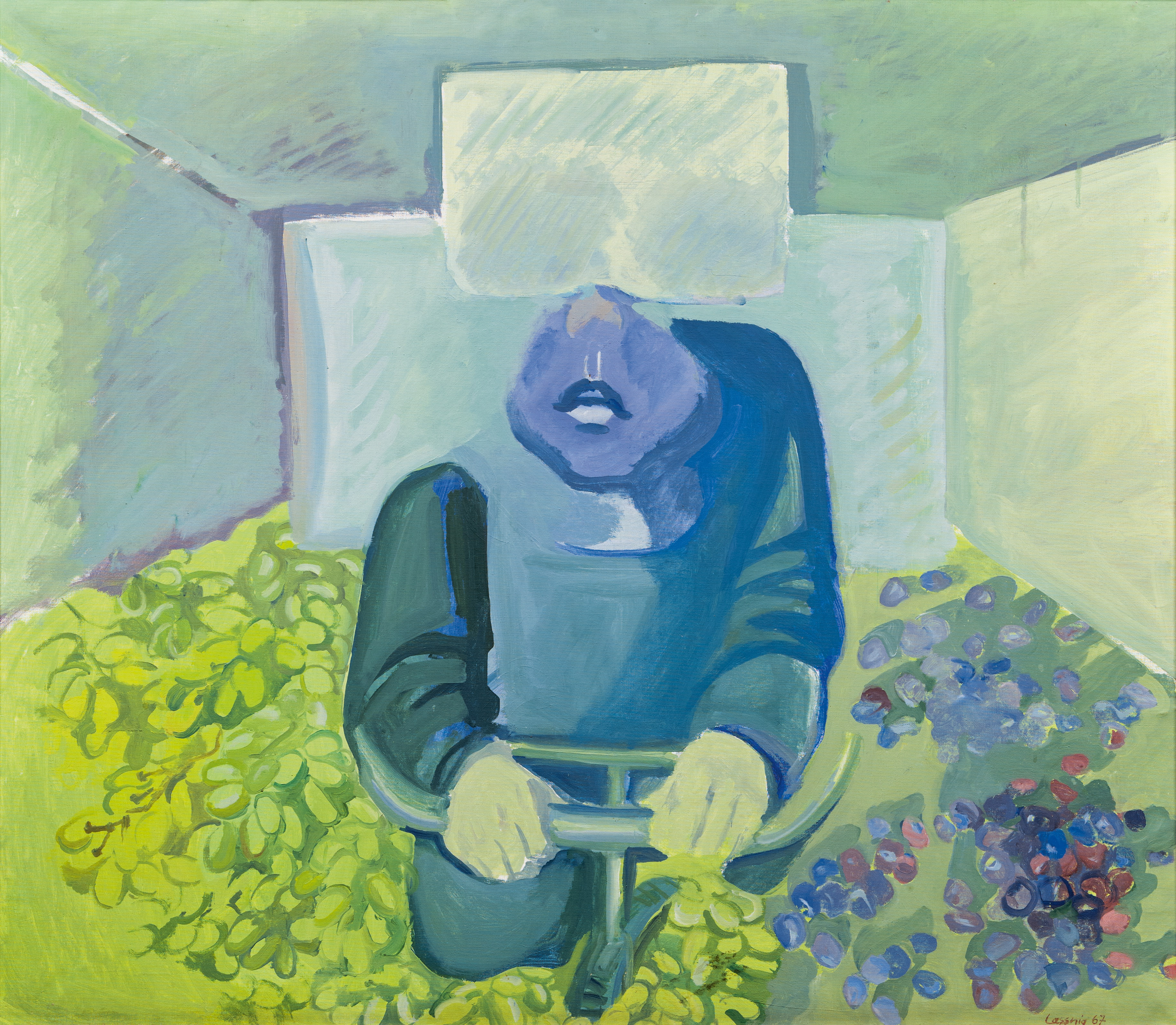
Deska przed głową 1967

Maria Lassnig (ur. 8 września 1919 w Kappel am Krappfeld, (Karyntia); zm. 6 maja 2014 w Wiedniu) – austriacka malarka i artystka medialna.

## Życiorys
Urodziła się w rodzinie chłopskiej. Do szóstego roku życia wychowywała się u swojej babki. Po małżeństwie jej matki z ojczymem, piekarzem Jakubem Lassnigiem otrzymała jego nazwisko. W roku 1925 zamieszkała z rodziną w Klagenfurcie.
Uczęszczała tam do szkoły sióstr Urszulanek aż do matury. Następnie kształciła się w seminarium nauczycielskim. Już między szóstym a dziesiątym rokiem życia wykazała zdolności plastyczne, o czym świadczą zachowane rysunki.
W latach 1940 i 1941 pracowała jako wiejska nauczycielka w jednoizbowej szkole w Metnitztal w Alpach Gurktalskich. Po roku 1985 odwiedzała często tę okolicę, po urządzeniu letniej pracowni w adaptowanym budynku szkolnym.
W roku 1941 rozpoczęła studia w Akademii Sztuk Pięknych w Wiedniu, gdzie została przyjęta do klasy mistrzowskiej Wilhelma Dachauera. Ponieważ Dachauer określił jej prace jako „sztukę wynaturzoną“, przeniosła się w roku 1943 do klasy Ferdinanda Andri. Studiowała też u Herberta Boeckla. Tam wiodło się jej lepiej, otrzymała nawet w latach 1943 i 1944 stypendia władz Karyntii.
Po uzyskaniu dyplomu powróciła w roku 1945 do Klagenfurtu. Tam odbyła się jej pierwsza wystawa indywidualna, na której pokazała „rysunki świadomości ciała” i małe surrealistyczne kompozycje figuralne.
W roku 1951 powróciła do Wiednia. Dzięki stypendium wyjechała do Paryża, gdzie spotkała się m.in. z André Bretonem i Paulem Celanem. Dopiero w roku 1954 powróciła do Akademii Wiedeńskiej, gdzie w klasie Alberta Parisa Gütersloh ukończyła swoje studia.
Wraz z Wolfgangiem Hollegha, Josefem Miklem, Markusem Prachenskym i Arnulfem Rainerem należała do kręgu wokół księdza Otto Mauera, założyciela „Galerii koło katedry św. Szczepana“. Zbliżyła się też do literatów z „Wiener Gruppe“ (Friedrich Achleitner, H.C. Artmann, Gerhard Rühm i Oswald Wiener).
Lata 1961–1968 spędziła głównie w Paryżu, gdzie malowała pierwsze „akwarele świadomości ciała” oraz dwumetrowe kompozycje figuralne. Po śmierci matki w roku 1964 w stanie depresji opuściła Paryż.
W roku 1968 wprowadziła się do pracowni w East Village w Nowym Jorku, gdzie jej prace uznano za „dziwaczne”. Uczęszczała do klasy sitodruku w Brooklynie i tworzyła wielkoformatowe sitodruki.
W roku 1970 odbyła kurs animacji filmowej w School of Visual Arts. Nabyła 16-milimetrową kamerę filmową i stworzyła pierwsze filmy. Dzięki stypendium DAAD przeniosła się 1978 do Berlina.
W roku 1980 została profesorem malarstwa na Akademii Sztuki Użytkowej w Wiedniu. Przyjęła to stanowisko pod warunkiem zapewnienia współpracy teoretyka sztuki Heimo Kuchlinga.
Przy swojej klasie mistrzowskiej utworzyła w roku 1982 jedyne w Austrii studio dydaktyczne filmu animowanego.
18 lutego 2004 otrzymała za „niezwykły wkład do malarstwa współczesnego” nagrodę im. Maxa Beckmana miasta Frankfurtu z dotacją w wysokości 50 tysięcy euro.
Z okazji dziewięćdziesiątych urodzin odbyła się w Monachium wystawa indywidualna artystki, zwłaszcza dzieł ostatniego okresu

## Twórczość
Po początkowym okresie surrealizmu stała się Maria Lassnig w latach pięćdziesiątych pionierką sztuki Informel w Austrii. Wśród jej obfitej twórczości najbardziej znaczące są „obrazy odczuwania cielesności” oddalające się od wszelkich wzorców stylistycznych. Jako pierwsza z taką otwartością przedstawiała ciało kobiece. W jej autoportretach pojawiają się elementy surrealizmu, unoszące się między bliskością i obcością.
Przykładem jest martwa natura z czerwonym autoportretem z roku 1969. Autoportret zredukowany do wielkich czerwonych ust może kojarzyć się zarówno z przyjmowaniem pokarmów jak i z erotyzmem.
W późnych latach dziewięćdziesiątych pojawiają się coraz częściej autoportrety ze zwierzętami.